# Dornier P.247
Le Dornier P.247, également désigné Do P.247, était un prototype d'avion de chasse allemand monomoteur. Il était dérivé du Dornier Do 335.

## Histoire
Les performances du Do 335 ont conduit à l'imaginer avec des concepts techniques différents. Le P.247 voyait ainsi l'hélice avant être supprimée et le moteur être déplacé derrière le pilote, au milieu du fuselage, laissant la place libre dans le nez de l'appareil pour l'installation de trois Rheinmetall-Borsig MK 108 de 30 mm. La motorisation était assurée par un Junkers Jumo 213 de 12 cylindres en V, d'une puissance nominale de 2600 ch et de 1850 ch à 11300 m d'altitude. 
Les ailes avaient une inclinaison de 28 degrés. Il emportait 1300 l de carburant pour une masse au décollage de 6200 kg.
Ce prototype ne fut jamais suivi d'une fabrication en série en raison de la Seconde Guerre mondiale.